# Sredets
El municipi de Sredets (búlgar: Община Средец) és un municipi búlgar pertanyent a la província de Burgàs, amb capital a la ciutat homònima. Es troba al sud-oest de la província.
L'any 2011 tenia 14.934 habitants, un 73,04% búlgars, un 1,5% turcs i un 13,81% gitanos. Més d'un 60% de la població municipal viu a la capital.

## Localitats
El municipi es compon de les següents localitats:
| - Sredets - Belevren - Belila - Bistrets - Bogdanovo - Varovnik - Golyamo Bukovo - Gorno Yabalkovo - Granitets - Granichar - Debelt - Dolno Yabalkovo | - Draka - Drachevo - Dyulevo - Momina Tsarkva - Zagortsi - Zornitsa - Kirovo - Kubadin - Malina - Orlintsi - Prohod - Panchevo | - Radoynovo - Rosenovo - Svetlina - Sinyo Kamene - Slivovo - Suhodol - Valchanovo - Fakiya |